# Aspidiphorus bhuswargabasi
Aspidiphorus bhuswargabasi es una especie de coleóptero de la familia Sphindidae.

## Distribución geográfica
Habita en Kashmir (India).